# Murphysboro (Illinois)
Murphysboro es una ciudad ubicada en el condado de Jackson en el estado estadounidense de Illinois. En el Censo de 2010 tenía una población de 7970 habitantes y una densidad poblacional de 587,59 personas por km².

## Geografía
Murphysboro se encuentra ubicada en las coordenadas 37°46′6″N 89°19′57″O / 37.76833, -89.33250. Según la Oficina del Censo de los Estados Unidos, Murphysboro tiene una superficie total de 13.56 km², de la cual 13.34 km² corresponden a tierra firme y (1.62%) 0.22 km² es agua.

## Demografía
Según el censo de 2010, había 7970 personas residiendo en Murphysboro. La densidad de población era de 587,59 hab./km². De los 7970 habitantes, Murphysboro estaba compuesto por el 79.8% blancos, el 15.26% eran afroamericanos, el 0.4% eran amerindios, el 0.54% eran asiáticos, el 0.01% eran isleños del Pacífico, el 1.13% eran de otras razas y el 2.86% pertenecían a dos o más razas. Del total de la población el 2.96% eran hispanos o latinos de cualquier raza.